# NICAP
Ủy ban Điều tra Hiện tượng Không trung Quốc gia (tiếng Anh: National Investigations Committee On Aerial Phenomena, viết tắt NICAP) là nhóm nghiên cứu vật thể bay không xác định (UFO) hoạt động tích cực nhất ở Mỹ từ thập niên 1950 đến thập niên 1980. NICAP vẫn hoạt động chủ yếu dưới dạng một kho lưu trữ thông tin về hiện tượng UFO.

## Tổng quan
NICAP là tổ chức phi lợi nhuận và đã phải đối mặt với sự sụp đổ tài chính nhiều lần trong suốt thời gian tồn tại, một phần không nhỏ là do sự kém cỏi trong hoạt động kinh doanh của các đời giám đốc thuộc tổ chức này. Sau khi làn sóng những vụ chứng kiến UFO được công bố rộng rãi trên toàn quốc vào giữa thập niên 1960, số lượng thành viên của NICAP gia tăng đột biến và chỉ mãi về sau tổ chức này mới ổn định được về mặt tài chính. Tuy vậy, sau khi xuất bản Báo cáo Condon vào năm 1968, số lượng thành viên của NICAP đã giảm mạnh, và tổ chức này lại rơi vào tình trạng suy giảm tài chính và rối loạn trong thời gian dài.
Bất chấp những rắc rối nội bộ này, NICAP có lẽ có tính minh bạch nhiều nhất đối với bất kỳ nhóm UFO dân sự nào của Mỹ, và được cho là có sự tôn trọng chính thống nhất; nhà nghiên cứu Jerome Clark nhận định "đối với nhiều người Mỹ thuộc tầng lớp trung lưu và những người khác quan tâm đến UFO nhưng bị cản trở từ các khía cạnh phi chính thống của ngành UFO học, tổ chức này đóng vai trò như một diễn đàn khiêm tốn dành cho việc báo cáo, tìm hiểu, điều tra và suy đoán về UFO". NICAP ủng hộ cuộc điều tra khoa học minh bạch về những vụ chứng kiến UFO và hoài nghi về những câu chuyện của "người tiếp xúc" liên quan đến các cuộc gặp gỡ với du khách không gian, người ngoài hành tinh bắt cóc và những thứ tương tự. Sự hiện diện của một số quan chức quân sự nổi tiếng với tư cách là thành viên của NICAP đã mang lại một thước đo hơn nữa về sự tôn trọng đối với nhiều nhà quan sát.
Trong suốt quá trình tồn tại của tổ chức này, NICAP cho rằng có sự che đậy có tổ chức các bằng chứng về UFO của chính phủ Mỹ. NICAP còn thúc đẩy các cuộc điều trần của chính phủ liên quan đến UFO, đôi lúc đạt được thành công.
Dù cho bất kỳ nhóm nào liên quan đến UFO đều thu hút một số người đam mê không có óc chỉ trích cùng với một tỷ lệ nhỏ những kẻ lập dị, nhà thiên văn học J. Allen Hynek đã trích dẫn NICAP và Tổ chức Nghiên cứu Hiện tượng Không trung (APRO) là hai nhóm UFO dân dụng tốt nhất trong thời đại của họ, bao gồm phần lớn là những người điềm tĩnh, với đầu óc nghiêm túc có khả năng mang lại những đóng góp giá trị cho chủ đề này.
Cho đến giữa thập niên 1960, NICAP đã ít chú ý đến các cuộc tiếp xúc cự ly gần loại thứ ba (nơi những sinh vật có sức sống được nhìn thấy công khai liên quan đến UFO). Tuy nhiên, thành viên NICAP lâu năm Richard H. Hall nói một cách riêng tư rằng vị trí này là "mang tính chiến thuật chứ không phải lý thuyết suông".  Nói cách khác, NICAP không nhất thiết phải loại bỏ những bản báo cáo của người trong cuộc, nhưng được chọn lọc tập trung vào các khía cạnh khác của hiện tượng UFO vốn được giới quan sát chính thống cho là ít kỳ quặc hơn và đáng tin cậy hơn. Sự chú ý dành cho những người tiếp xúc trong thập niên 1950 như George Adamski và Truman Bethurum (hay tự nhận có liên hệ thường xuyên với chủng loài "Anh em Không gian" nhân từ) gần như chắc chắn là một yếu tố khiến NICAP miễn cưỡng nghiên cứu quá kỹ các báo cáo về thực thể điều khiển UFO. Nhưng qua vụ chạm trán UFO tại Lonnie Zamora thuộc bang New Mexico năm 1964 — được giới nghiên cứu coi là một trong những báo cáo về thực thể điều khiển UFO đáng tin cậy nhất — NICAP đã nới lỏng các hạn chế trong việc nghiên cứu các báo cáo về thực thể điều khiển UFO.

## Lịch sử

### Thập niên 1950
NICAP do nhà phát minh Thomas Townsend Brown thành lập vào ngày 24 tháng 10 năm 1956. Hội đồng quản trị bao gồm một số người nổi tiếng như Donald Keyhoe, cựu Thiếu tá Thủy quân lục chiến, và cựu chỉ huy trưởng chương trình tên lửa dẫn đường của Hải quân Chuẩn Đô đốc Hải quân Mỹ Delmer S. Fahrney.
Thế nhưng vào đầu tháng 1 năm 1957, Brown đã tỏ ra kém cỏi về mặt tài chính đến mức hội đồng quản trị yêu cầu ông từ chức. Fahrney liền thay thế Brown rồi cho triệu tập một cuộc họp báo vào ngày 16 tháng 1 năm 1957, đưa ra lời tuyên bố rằng UFO nằm dưới sự điều khiển của trí thông minh nhưng chúng không có nguồn gốc từ Mỹ hay Liên Xô. Buổi họp báo đã nhận được sự chú ý lớn, không nghi ngờ gì là do tầm vóc của Fahrney.
Tháng 4 năm 1957, Fahrney từ chức khỏi NICAP với lý do cá nhân. Về sau người ta mới tiết lộ rằng vợ ông đang ốm nặng.
Keyhoe trở thành giám đốc của NICAP. Ông đã thành lập một bản tin hàng tháng mang tên The U.F.O. Investigator (Điều tra viên UFO). Một nhân vật nổi bật khác đã tham gia vào hội đồng quản trị của NICAP: bạn cùng lớp Học viện Hải quân của Keyhoe Chuẩn Đô đốc Roscoe H. Hillenkoetter. Ông từng là Giám đốc Cơ quan Tình báo Trung ương và là nhà lãnh đạo đầu tiên của CIA. Một cái tên quan trọng khác ngay trên trang đầu bản tin này là của Tướng Albert Coady Wedemeyer thuộc Lục quân Mỹ.
Tổ chức này có các chi hội và cộng sự địa phương nằm rải rác trên khắp nước Mỹ. Nhiều thành viên của họ chỉ là kẻ nghiệp dư, nhưng một tỷ lệ đáng kể là các chuyên gia, bao gồm nhà báo, quân nhân, nhà khoa học và bác sĩ. Một trong những mục tiêu hàng đầu của NICAP là điều tra thực địa các báo cáo về UFO. Rốt cuộc tổ chức này sẽ đứng ra biên soạn một số lượng đáng kể hồ sơ vụ việc và các cuộc điều tra thực địa mà Clark mô tả là "thường là tỷ lệ đầu tiên".
Đến năm 1958, NICAP đã phát triển lên hơn 5000 thành viên. Kỹ năng quản lý tài chính và kinh doanh của Keyhoe chỉ tốt hơn Brown một chút, và NICAP gặp khó khăn trong suốt những năm 1950 và đầu những năm 1960, nhiều lần đối mặt với sự sụp đổ. Trong phần lớn nhiệm kỳ giám đốc của mình, Keyhoe đã gửi những bức thư bất thường cho các thành viên của NICAP, cảnh báo họ về sự sụp đổ sắp xảy ra của tổ chức và kêu gọi góp quỹ nhằm duy trì hoạt động của NICAP. Theo Jerome Clark (xem nguồn tham khảo bên dưới), Keyhoe thường tự mình chi trả phần lớn chi phí hoạt động của NICAP.

### Thập niên 1960
Thập niên 1960, công chúng Mỹ đặc biệt quan tâm đến UFO, và số thành viên của NICAP đạt 14.000. Dòng thành viên này đã cải thiện đáng kể tài chính của nhóm. Hillenkoetter rời hội đồng quản trị vào năm 1962.
Năm 1964, NICAP cho xuất bản cuốn sách mang tựa đề The UFO Evidence (Bằng chứng UFO), do Richard H. Hall chủ biên, một bản tóm lược về hàng trăm báo cáo không giải thích được do các nhà điều tra NICAP nghiên cứu từ năm 1963. Những vụ chứng kiến này đều được chia nhỏ một cách có hệ thống theo phân loại nhân chứng và các loại bằng chứng đặc biệt.  Ví dụ, các chương riêng lẻ được dành cho các quân nhân, phi công và chuyên gia hàng không, các nhà khoa học và kỹ sư trong các vụ chứng kiến UFO.  Một chương khác dành làm bằng chứng về phần điều khiển của trí thông minh và một chương khác nói về bằng chứng vật lý hoặc tương tác, chẳng hạn như hiệu ứng điện từ, theo dõi radar, ảnh chụp, âm thanh, hiệu ứng sinh lý, v.v... Một phần khác kiểm tra các mẫu quan sát được, chẳng hạn như mô tả về hình dạng, màu sắc, cách di chuyển, hành vi bay và mức độ tập trung của những vụ chứng kiến. Cuốn sách này vẫn được coi là nguồn tài liệu tham khảo vô giá trong lĩnh vực nghiên cứu UFO.
Khi phía Không quân Mỹ phối hợp với Đại học Colorado lập nên Ủy ban Condon (1966–1968) nhằm nghiên cứu về UFO, NICAP ban đầu hỗ trợ các cuộc điều tra của họ, nhưng Keyhoe nhanh chóng trở nên thất vọng, hạn chế vai trò của NICAP. NICAP chính thức cắt đứt quan hệ với Ủy ban Condon vào đầu năm 1968. Sau báo cáo của Ủy ban Condon (kết luận rằng không có gì bất thường về UFO), sự quan tâm của công chúng đối với chủ đề này giảm đi và số thành viên của NICAP giảm xuống còn khoảng 5000 người.
Năm 1969 chứng kiến những nỗ lực cuối cùng của NICAP có ý nghĩa quan trọng qua việc xuất bản hai cuốn sách chuyên khảo mang tên Strange Effects from UFOs (Hiệu ứng kỳ lạ từ UFO) và UFOs: A New Look (UFO: Một góc nhìn mới).
Số lượng thành viên của NICAP giảm mạnh vào cuối thập niên 1960, và Keyhoe phải đối mặt với những lời tố cáo về thiếu năng lực tài chính và chủ nghĩa độc đoán của mình. Đến năm 1969, Keyhoe chuyển hướng tập trung từ phía quân đội sang CIA với tư cách là nguồn gốc của UFO được che đậy. Đến tháng 12 năm 1969, hội đồng quản trị của NICAP do Đại tá Joseph Bryan III đứng đầu, đã buộc Keyhoe phải nghỉ hưu trên cương vị là người đứng đầu NICAP. Dưới sự lãnh đạo của Bryan, NICAP đã giải tán các nhóm liên kết tại địa phương và tiểu bang.  Về sau, đến lượt John L. Acuff lên làm giám đốc tiếp theo của NICAP.

### Thập niên 1970
Số lượng thành viên của NICAP tiếp tục sụt giảm do nằm dưới sự dẫn dắt của Acuff rồi sau này là Alan Hall. Hiện tại, tổ chức này đã bị tê liệt bởi đấu đá nội bộ, bao gồm cả những cáo buộc không có cơ sở chứng minh rằng NICAP bị Cơ quan Tình báo Trung ương xâm nhập. Trên thực tế, một số người có quan hệ với CIA đã tham gia NICAP; thế nhưng động cơ và lý do tham gia NICAP của họ là vẫn chủ đề gây tranh cãi đến nay.
Một người được đặt tên cụ thể là nghi phạm xâm nhập của CIA là Đại tá Không quân đã nghỉ hưu Joseph Bryan III. Con trai của ông là nhà văn C. D. B. Bryan đã bác bỏ ý kiến này, cho rằng "Bất kỳ ai biết bất cứ điều gì về lịch sử của NICAP đều biết rằng nhóm này không cần đến bất kỳ ai giúp đỡ trong quá trình tan rã; nó chỉ đơn giản là tự hủy mà thôi". Về việc cha mình tham gia với tư cách là kẻ kích động CIA bị cáo buộc, Bryan viết, "Niềm tin thẳng thắn, không lay chuyển của cha tôi đối với UFO ... tôi cảm thấy có gì đó xấu hổ ... Tôi không tin đó là loại vị trí công khai mà một đặc vụ sẽ đảm nhận với mục tiêu bí mật là làm giảm sự quan tâm đến UFO".
Năm 1980 chứng kiến sự xuất bản cuối cùng của bản tin NICAP; tổ chức giải thể vào cuối năm đó. Sau đó, kho lưu trữ hồ sơ những vụ chứng kiến UFO của NICAP đã được Trung tâm Nghiên cứu UFO (CUFOS) mua lại.

## Ảnh hưởng văn hóa
- X-Files chủ đề về UFO thường xuyên đề cập đến NICAP, đáng chú ý nhất là trong tập episode Fallen Angel mùa 1 in trong hình dạng của nhà nghiên cứu NICAP Max Fenig. Fenig sau đó đã trở lại trong tập hai phần mùa 4 Tempus Fugit/Max.
- Giám đốc điều hành NICAP, Stuart Nixon, đã xuất hiện trong một tập của game show To Tell the Truth trong mùa 1973-1974. Ba trong số bốn ứng viên tham gia đã xác định chính xác danh tính của ông vào khúc cuối game show này.[11]